# Роман Зон
Роман Зон (нім. Roman Sohn; 5 липня 1886, Відень — 19 липня 1970, Відень) — австро-угорський, австрійський і німецький офіцер, генерал-майор вермахту.

## Біографія
18 серпня 1906 року вступив в австро-угорську армію. Учасник Першої світової війни, після завершення якої продовжив службу в австрійській армії. 1 жовтня 1936 року призначений в призовний відділ Міністерства оборони, 1 жовтня 1937 року очолив відділ. Після аншлюсу автоматично перейшов у вермахт. 15 листопада 1938 року призначений в 23-й артилерійський полк. З 1 квітня по 2 липня 1940 року — артилерійський командир 124. З 19 лютого 1941 року — командир 20-го, з 15 вересня 1941 року — 17-го польового командування. 31 липня 1942 року звільнений у відставку.

## Звання
- Кадет-заступник офіцера (18 серпня 1906)
- Лейтенант (1 травня 1909)
- Оберлейтенант (1 листопада 1913)
- Гауптман (1 травня 1916)
- Майор (1 січня 1921)
- Оберстлейтенант (15 січня 1929)
- Оберст (17 серпня 1932)
- Генерал-майор запасу (1 вересня 1940)
- Генерал-майор (1 вересня 1941)

## Нагороди
- Ювілейний хрест
- Боснійсько-герцеговинська пам'ятна медаль
- Срібна і бронзова медаль «За військові заслуги» (Австро-Угорщина) з мечами
- Хрест «За військові заслуги» (Австро-Угорщина) 3-го класу з військовою відзнакою і мечами
- Військовий Хрест Карла
- Залізний хрест 2-го класу
- Пам'ятна військова медаль (Австрія) з мечами
- Хрест «За вислугу років» (Австрія) 2-го класу для офіцерів (25 років)
- Пам'ятна військова медаль (Угорщина) з мечами
- Орден Заслуг (Австрія), лицарський хрест 1-го класу
- Почесний хрест ветерана війни з мечами
- Медаль «За вислугу років у Вермахті» 4-го, 3-го, 2-го і 1-го класу (25 років)